# Referendum w gminie Baranów w 2018 roku
Referendum w gminie Baranów – referendum lokalne, które odbyło się 17 czerwca 2018 w gminie Baranów w powiecie grodziskim, w związku z planami budowy na terenie gminy Centralnego Portu Komunikacyjnego.
18 kwietnia 2018 Rada Gminy Baranów przyjęła uchwałę zarządzającą przeprowadzenie referendum gminnego 17 czerwca 2018. Ustalono następującą treść pytań referendalnych:

1. Czy jesteś za lokalizacją Centralnego Portu Komunikacyjnego na obszarze gminy Baranów?

2. Czy zgadzasz się na warunki rozliczeń zaproponowane przez Rząd RP mieszkańcom gminy Baranów w związku z budową Centralnego Portu Komunikacyjnego?

## Wyniki głosowania
Głosowanie odbyło się 17 czerwca 2018, a jego wyniki zostały ustalone 18 czerwca 2018. Frekwencja przekroczyła wymagany ustawowo próg, a referendum zostało uznane za ważne.
| Uprawnieni do głosowania | głosujący | frekwencja |
| ------------------------ | --------- | ---------- |
| 4120                     | 1932      | 46,89%     |

Czy jesteś za lokalizacją Centralnego Portu Komunikacyjnego na obszarze gminy Baranów?
| Tak    | Nie    |
| ------ | ------ |
| 322    | 1555   |
| 17,15% | 82,84% |

Czy zgadzasz się na warunki rozliczeń zaproponowane przez Rząd RP mieszkańcom gminy Baranów w związku z budową Centralnego Portu Komunikacyjnego?
| Tak   | Nie    |
| ----- | ------ |
| 113   | 1751   |
| 6,06% | 93,93% |